# Tarachomantis macula
Tarachomantis macula är en bönsyrseart som beskrevs av Henri Saussure och Leo Zehntner 1895. Tarachomantis macula ingår i släktet Tarachomantis och familjen Mantidae. Inga underarter finns listade i Catalogue of Life.